# Italiaanse boomkikker
De Italiaanse boomkikker (Hyla intermedia) is een kikker uit de familie boomkikkers (Hylidae). De soort werd voor het eerst wetenschappelijk beschreven door George Albert Boulenger in 1882. Oorspronkelijk werd de wetenschappelijke naam Hylaria variegata gebruikt.
De soort lijkt uiterlijk zeer sterk op de boomkikker (Hyla arborea) die ook in Nederland voorkomt, en is er nauwelijks van te onderscheiden. In het veld is dit eenvoudiger omdat de soort weinig met andere soorten voorkomt. De kleur is groen en net als de boomkikker is een zwarte flankstreep aanwezig die begint bij het neusgat en door het oog en oorvlies of tympanum doorloopt naar de achterpoten.
De Italiaanse boomkikker werd lange tijd geclassificeerd als een ondersoort van de boomkikker, maar wordt sinds 1995 als aparte soort gezien. De kikker komt voor op het schiereiland van Italië en op het eiland Sicilië, Slovenië en Zwitserland. Net als andere boomkikkers bestaat de habitat uit zonnige struiken langs het water, rond de paartijd zijn vooral de mannetjes vaak in het water te vinden. De levenswijze en biologie van de kikker lijkt sterk op die van de 'gewone' boomkikker.